# São Marcos (kommun)
São Marcos är en kommun i Brasilien.   Den ligger i delstaten Rio Grande do Sul, i den södra delen av landet, 1 500 km söder om huvudstaden Brasília. Antalet invånare är 20 105. Arean är 256 kvadratkilometer.
Terrängen i São Marcos är kuperad åt nordväst, men åt sydost är den platt.
Följande samhällen finns i São Marcos:
- São Marcos

I omgivningarna runt São Marcos växer huvudsakligen savannskog. Runt São Marcos är det glesbefolkat, med 11 invånare per kvadratkilometer.